# Coilia grayii
Cá mào gà trắng hay còn gọi là cá lành canh trắng (Danh pháp khoa học: Coilia grayii), tên theo tiếng Anh: Gray's grenadier anchovy, là một loài cá trong họ cá trổng Engraulidae thuộc bộ cá trích Clupeiformes phân bố ở Ấn Độ Dương-Thái Bình Dương, chúng có Đông và Nam thuộc vùng biển Trung Quốc, vùng Ấn Độ Dương ở vùng Kerala thuộc Ấn Độ và ở Việt Nam.

## Đặc điểm
Chúng có một cái đầu trần, lớn vừa, ngắn và dẹp bên. Miệng trên, hẹp bên, rạch miệng hơi xiên. Thân thon dài, bụng tròn phía trước vi đuôi. Lườn bụng có 1 hàng gai nhỏ, nhọn hướng về phía sau, gai lườn bụng chạy dài từ gốc vi hậu môn đến lỗ hậu môn. Vây ngực có 7 tia vi. Những loài khác dài và hàm trên chỉ có 6 tia vi. Môi trường sống của chúng là biển khơi, nước ngọt, nước lợ. 